# 황재원 (1981년)
황재원(黃載元, 1981년 4월 13일 ~ )은 대한민국의 전 축구 선수이다.

## 개요
인천광역시 강화군에서 출생하였다. 세트피스 기회에서 곧잘 공격에 가담해 골을 만들어 '골 넣는 수비수'라는 별명을 얻었다. 초등학교 시절 아버지를 여의고 홀어머니 밑에서 자랐다.

## 학력
- 강화중학교 졸업
- 강화고등학교 졸업
- 아주대학교 졸업

## 클럽 경력
2004년 포항 스틸러스에 입단하여 K리그에 데뷔했으나, 2년 동안 하우젠 컵을 포함하여 12경기를 뛰는데 그쳤다. 2006년에서야 리그에서 12경기를 뛰며 경기 출전횟수를 늘리기 시작하였고, 2007년 K리그 우승, 2008년 FA컵 우승과 2007년 FA컵 준우승에 공헌하였다. 2009년 팀의 주장으로 선임되었고 2009 AFC 챔피언스리그 우승을 차지하는 데 중추적인 역할을 하였다.
2010년 7월, 20억원 이상의 이적료로 중동으로 이적하는 것이 유력하였으나 계약이 막판에 결렬되며 K리그 팀들이 영입전에 나섰고, 결국 수원 삼성 블루윙즈로 이적하였다. 하지만 크고 작은 부상과 그로 인한 컨디션 저하로 1시즌 반 동안 리그 18경기에 출전하는 데 그치며 기대에 못미치는 모습을 보이다 2012 시즌을 앞두고 조동건과 트레이드되어 성남으로 이적하였다. 성남 이적 이후 2011년 받은 무릎 수술의 여파로 7월까지 1군 경기에 모습을 드러내지 못하였으나 8월 5일 포항과의 경기에 출전하며 성남에서의 데뷔전을 치렀다. 2013 시즌이 끝난 후, 2014년 2월 11일 부로, 성남과 계약을 해지하여 자유계약선수로 공시되었다.
2015 시즌을 앞두고 충주 험멜로 이적하였으며, 2016 시즌을 앞두고 대구 FC로 이적하였다.
2018년 플레잉 코치로 대전 시티즌에 입단하였다.

## 지도자 경력
2022 시즌을 앞두고 포항의 프로스카우터로 선임되었다.

## 국가대표팀 경력
2008년 1월 30일 칠레와의 친선경기에서 A매치에 데뷔하였으나, 2월 14일 불미스런 사건으로 인하여 국가대표팀에서 제외되었다. 이후 한동안 선발되지 못하다가 2009년 3월 28일 이라크와의 친선경기에서 13개월만에 재발탁되었으나, 그 경기에서 자책골을 넣어 위기를 자초하였고, 경기 후에 황재원과 기자와의 인터뷰에서 라이트에 눈이 가려져 공을 잘못 걷어냈다고 해명하였다. 2011년 AFC 아시안컵 일본과의 4강전 경기에서 연장전 전반에 페널티킥을 허용했으나, 연장전 후반 15분 극적으로 골을 넣어 동점을 만들었다. 그러나 우즈베키스탄과의 3위·4위전 전반전에 페널티킥의 빌미를 제공하였다.

### 국가대표 A매치 골
| # | 경기일     | 경기장소                     | 상대팀 | 득점  | 결과         | 비고                |
| - | ---------- | ---------------------------- | ------ | ----- | ------------ | ------------------- |
| 1 | 2011/01/25 | 카타르 도하, 알가라파 경기장 | 일본   | 2 – 2 | 2 – 2 (0-3p) | 2011년 AFC 아시안컵 |

## 플레이 스타일
하드코어적인 피지컬을 가졌으며 그러한 피지컬로 헤딩은 언제나 그의 몫. 적재적소에서 커팅 능력이 탁월 했던 수비수였으며 상대를 읽는 능력이 탁월 했기에 가능 했다. 피지컬이 워낙 뛰어 났기에 몸싸움에서도 전혀 밀리지 않았던 그는 당시 최고의 하드코어 수비수.

## 그 외
2008년 2월 14일 전 미스코리아였던 김주연이 대한축구협회 홈페이지에 황재원이 낙태를 종용하였다는 글을 올렸고, 이에 황재원은 2월 21일 기자회견을 갖고 물의를 일으킨 점에 대하여 축구팬들에게 사과하며, 김주연과 둘이서 원만하게 해결했으면 한다는 입장을 밝혔다. 하지만 4월 14일 김주연 측은 황재원이 자신을 폭행하여 아이가 유산되었다고 주장하였고, 이에 황재원 측은 김주연 측에서 먼저 낙태를 종용했다고 반박하였다. 결국 김주연은 4월 22일 낙태치상 및 상해치상 혐의로 황재원을 고소하였고, 4월 25일 기자회견을 갖고 증거물인 '낙태 종용문자'를 공개하여, 법적 공방으로 이어지게 되었다. 이후 황재원에 무혐의 판결이 내려지며 사건은 종결되었다.

## 경력

### 선수 경력
- 2004년 ~ 2010년 포항 스틸러스
- 2010년 ~ 2011년 수원 삼성 블루윙즈
- 2012년 ~ 2013년 성남 일화 천마
- 2015년 충주 험멜
- 2016년 ~ 2017년 대구 FC
- 2018년 ~ 2019년 대전 시티즌

## 수상

### 개인
- 2007년 K리그 베스트 11 선정
- 2016년 K리그 챌린지 베스트 11 선정

### 클럽

#### 포항 스틸러스
- K리그 우승 1회 (2007년)
- K리그 준우승 1회 (2004년)
- FA컵 우승 1회 (2008년)
- FA컵 준우승 1회 (2007년)
- AFC 챔피언스리그 우승 1회 (2009년)
- A3 챔피언스컵 준우승 1회 (2005년)

## 참고 자료
- 황재원의 축구, 아직 끝나지 않았다